# Thierry Devaux
 (juin 2010).
Thierry Devaux, surnommé Terry Do et né le 16 novembre 1959 à Bourg-en-Bresse, a développé l'acrobatie en saut à l'élastique. En 2001, il atterrit sur la statue de la Liberté en paramoteur. Il développe différents procédés pour rendre cette discipline artistique et sportive.

## Présentation

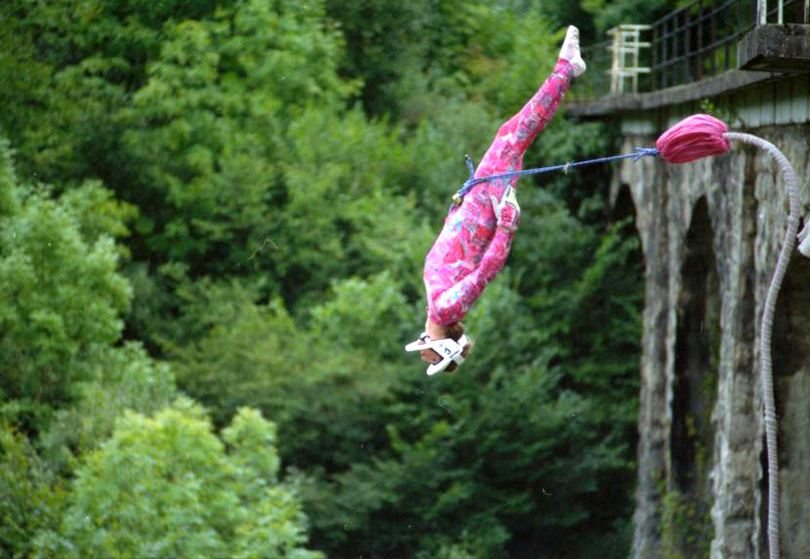
Double salto arrière sur le pont « privé » d'entrainement en mai 1994.
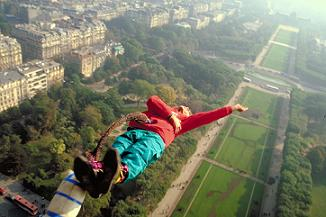
Un des six sauts acrobatiques à l'élastique depuis le deuxième étage de la tour Eiffel en 1991.

Thierry Devaux développe un mouvement esthétique et créatif à l’image de la danse lors de saut à l'élastique,. En utilisant son Jumar ou un treuil pour remonter. Il a aussi inventé un procédé permettant de remonter directement sur son élastique.

## Statue de la Liberté

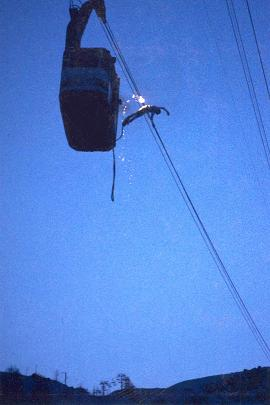
Figure avec des feux d'artifice depuis un téléphérique à Val d'Isère pendant les Jeux olympiques d'hiver de 1992.

Le 23 août 2001, après un décollage par petit vent et le même survol du petit bras de mer, il arrive vers 9 h 15 face à la flamme mais avec une totale absence de vent pendant quelques secondes. La première approche est un mètre cinquante trop haute. Après une deuxième approche en huit, à la vitesse de 21 km/h au lieu de 5-7 km/h, il « pose plein ventre » mais n’a le temps de se maintenir à la barrière de la torche. Il reste accroché trois à quatre mètres sous la flamme. Il ne pourra donc réaliser les trois acrobaties qu'il avait préparées pendant sept ans.